# Karl-Heinz Schlumberger
Karl-Heinz Schlumberger (* 12. Juni 1947 in Langenau) ist ein deutscher Kommunalpolitiker (CDU). Von 1998 bis 2014 war er das Stadtoberhaupt von Remseck am Neckar.
Karl-Heinz Schlumberger legte 1970 die Staatsprüfung für den Gehobenen Verwaltungsdienst ab. Von 1970 bis 1973 war er Fachbeamter für das Finanzwesen in Dietenheim. Von 1973 bis 1998 arbeitete er bei der Landesvertretung Baden-Württemberg in Bonn.
1998 wurde Schlumberger zum Bürgermeister von Remseck am Neckar gewählt. Mit der Ernennung von Remseck zur Großen Kreisstadt am 1. Januar 2004 erhielt er den Titel Oberbürgermeister. Bei der Remsecker Oberbürgermeisterwahl 2006 wurde Schlumberger in seinem Amt bestätigt. Seit der Kommunalwahl 2009 gehört er dem Kreistag des Landkreises Ludwigsburg an, bei den Kommunalwahlen 2014 wurde er als Kreisrat wiedergewählt. Bei der Oberbürgermeisterwahl 2014 trat Schlumberger altershalber nicht mehr an.